# Брешко-Брешковська Катерина Костянтинівна
Брешко-Брешковська Катерина Костянтинівна (1843 або 1844, за іншими даними, 1848 — 12.09.1934) — російська революціонерка-народниця, публіцистка, мемуаристка. Увіковічнена на Поверху спадщини.

## Життєпис
Дочка відставного гвардійського поручика Костянтина Верига. Здобула домашню освіту. Викладала в народній школі, створеній батьком. Була в шлюбі з поміщиком Миколою Брешко-Брешковським. Після закриття школи й встановлення за родиною поліцейського нагляду вдалася до соціалістичної пропаганди. 1873 налагодила зв'язки з народниками. З сестрою Ольгою влаштувала «Київську комуну». Залишивши в Санкт-Петербурзі народженого в лютому 1874 сина Миколу, виїхала в Україну і влітку «пішла в народ» під іменем солдатки Фьокли (Теклі) Косої. Разом із Я. Стефановичем і М. Коленкіною перебувала, зокрема, в Черкаському повіті Київської губернії.
Заарештована 6 жовтня (24 вересня) 1874 поблизу Тульчина. Утримувалась у Брацлавській в'язниці, з 16(04) жовтня 1876 — у Петропавловській фортеці. 1878 на «процесі 193-х» засуджена до п'ятилітньої каторги. Наприкінці того ж року перебувала на Карі (Забайкалля, Росія), з 1879 — на поселенні в місті Баргузин Забайкальської області (нині село, Бурятія, РФ), звідки 21 (09) червня 1881 втекла з групою засланців. Наступного місяця затримана, доставлена на Карійські копальні (з додатковим чотирирічним терміном примусових робіт), 1884 поселена в Селенгинській окрузі, 1896 — амністована. Замешкала у Мінську, від 1901 — у Полтаві.
Одна із засновниць «Робітничої партії політичного визволення Росії», що 1902 злилася з Партією соціалістів-революціонерів. 1903 виїхала за кордон (Швейцарія, США, Велика Британія), 1905 повернулася. Виступила в нелегальній пресі з серією статей «Письма старого друга», написаних у вигляді звернень до «внуків і дітей, сестер і братів» (відтак укоренилося її прізвисько «бабуся російської революції»). Обстоювала посилення політичного терору. 1907 за доносом Є. Азефа знову ув'язнена в Петропавловській фортеці. 1910 вислана до Сибіру. Після втечі й чергового арешту була проваджена до Якутії. Через хворобу переведена до міста Іркутськ (нині РФ), потім — міста Мінусинськ (нині місто Красноярського краю, РФ). Визволена 1917, пристала до есерів-«оборонців», підтримала Тимчасовий уряд, у Чернігівській губернії її було обрано до Всеросійських Установчих зборів, виступила проти більшовиків. 1919 емігрувала.
Авторка низки спогадів, зокрема, про Н. Армфельд, М. Кибальчича, Петра Кропоткіна, С. Лешерн фон Герцфельд, М. Муравського.
Померла в Хвалах-Почерницях (частина Праги, Чехія).